# Fabiola Ibarra
Claudia Fabiola Ibarra Muro (Guadalajara, Jalisco, México; 2 de febrero de 1994) es una futbolista mexicana. Juega como delantera en el Atlas de la Liga MX Femenil de México. Es internacional con la selección de México.

## Trayectoria
En mayo de 2016 firmó con el equipo de la WPSL Michigan Chill SC.
En abril de 2017 volvió al Tijuana, en la recién formada Liga MX Femenil de México.
En junio de 2017 se unió a Tigres UANL de Monterrey, con quien ganó el Clausura 2018.
En junio de 2018 fichó con el Atlas en su ciudad natal de Guadalajara. En el Clausura 2019, fue campeona de goleo con 7 tantos.

## Estadísticas

### Clubes
| Club              | País           | Año         |
| ----------------- | -------------- | ----------- |
| Tijuana           | México         | 2014        |
| Michigan Chill SC | Estados Unidos | 2016        |
| Tijuana           | México         | 2017        |
| Tigres            | México         | 2017 - 2018 |
| Atlas             | México         | 2018 - 2023 |

## Palmarés

### Títulos nacionales
| Título                       | Club    | País           | Año      |
| ---------------------------- | ------- | -------------- | -------- |
| Liga MX Femenil              | Tigres  | México         | Cl. 2018 |
| Liga MX Femenil              | Pachuca | México         | Cl. 2025 |
| Campeón de Campeones Femenil | Pachuca | Estados Unidos | 2025     |

### Distinciones individuales
| Distinción        | Año      |
| ----------------- | -------- |
| Campeona de Goleo | Cl. 2019 |